# Корсунгай
Корсунга́й (бур. Хурсанга) — деревня (улус) в Заларинском районе Иркутской области. Входит в Семёновское муниципальное образование.

## География
Деревня расположена на Иркутско-Черемховской равнине в Тулуно-Балаганской лесостепной зоне, в 10 км к востоку от федеральной трассы Р255 «Сибирь» (Московский тракт) при впадении речки Хайтик в Унгу, в 15 км от посёлка Тыреть-1 — соляного рудника и ближайшей железнодорожной станции.

## Этимология названия
По одной из версий, топоним Хурсанга составлен из 2 бурятских слов хурса и нуга, означающих осоковый луг. Действительно, деревня расположена в нижнем течении речки Хайтик, покрытом осоковой растительностью.

## Население
| 2002 | 2010 | 2011 | 2012 |
| ---- | ---- | ---- | ---- |
| 193  | ↘150 | →150 | →150 |

## Разное
В деревне работает Корсунгайская начальная школа. Имеется 4 улицы: Заречная, Ербанова, Центральная и Набережная. Большинство населения составляют буряты рода хулмэнга. Также живут представители ашабагатского, шарайтского и  харанутского родов.

## Известные уроженцы
- Бальбуров, Африкан Андреевич (1919—1980) — бурятский советский писатель, публицист, Народный писатель Бурятской АССР.
- Семёнов, Михаил Иннокентьевич (1938—2019) — председатель Народного Хурала Республики Бурятия в 1994—2002 годах.